# Гнедин (Киевская область)
Гне́дин (укр. Гнідин) — село, входит в Бориспольский район Киевской области Украины.
Население по переписи 2001 года составляло 2348 человек. Почтовый индекс — 08340. Телефонный код — 4595. Занимает площадь 5,269 км². Код КОАТУУ — 3220882601.

## Местный совет
08340, Киевская обл, Бориспольский р-н, с. Гнедин, ул. Новая, 1

## История
В XIX веке село Гнедин было в составе Броварской волости Остерского уезда Черниговской губернии. В селе была Николаевская церковь.

## Известные уроженцы и жители
- Кравченко, Иван Хотович (1921—1945) — советский офицер, танкист, участник Великой Отечественной войны, Герой Советского Союза (1945). Гвардии лейтенант РККА.